# Elaeomyxaceae
Elaeomyxaceae zijn een familie van plasmodiale slijmzwammen (Mycetozoa) in de orde Physarales. 
Het bestaat uit de volgende geslachten:
- Elaeomyxa